# Joško Tischler

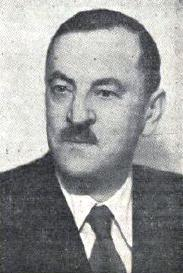
Joško Tischler (1952)

Joško Tischler (Josef Tischler, * 8. Mai 1902 in Littermoos, Gemeinde Sankt Kanzian am Klopeiner See; † 23. Jänner 1979 in Klagenfurt) war ein österreichischer Politiker und Mittelschulprofessor. Tischler gehörte 1945 der Provisorischen Landesregierung Piesch III an. 

## Biographie
Joško (Josef) Tischler wurde am 8. Mai 1902 in Littermoos in der Pfarre Stein im Jauntal als Sohn des Ehepaars Josef Tischler und Anna, geb. Starz, geboren.
Tischler studierte Mathematik und Physik an der Universität Wien und promovierte 1926 zum Doktor. Danach legte er 1927 die Lehramtsprüfung ab und war danach von 1928 bis 1934 am Gymnasium in Fürstenfeld tätig. Danach unterrichtete er von 1934 bis 1939 in Villach und von 1939 bis 1945 in Bregenz. Nachdem er schließlich von 1947 bis 1957 am Klagenfurter Gymnasium unterrichtet hatte, wurde er im Herbst 1957 zum Direktor des neu gegründeten Bundesgymnasiums für Slowenen bestellt. 
Im kulturellen Bereich arbeitete Tischler bereits seit seiner Matura im Slovenska kršèansko-socialna zveza za Koroško (Slowenischer christlich-sozialer Verband für Kärnten) mit und übernahm 1937 den Vorsitz des Verbandes. Nachdem er jedoch die steigende Unterdrückung des Kulturlebens der Kärntner Slowenen kritisierte, wurde er im Februar 1939 nach Bregenz zwangsversetzt. Nach dem Ende des Zweiten Weltkriegs kehrte er nach Kärnten zurück und erwirkte im Juli 1945 bei den britischen Behörden, dass slowenische Deportierte nicht wieder nach Deutschland zurückgeschickt wurden. Er gehörte vom 25. Juli 1945 bis Anfang November 1945 der Provisorischen Landesregierung an und arbeitete mit anderen Vertretern der Kärntner Slowenen eine Schulverordnung aus, die im zweisprachigen Gebiet einen obligatorischen, zweisprachigen Unterricht vorschrieb. Des Weiteren war Tischler bis Ende November 1945 Vorsitzender des Gebietsausschusses der slowenischen Befreiungsfront OF, bis 9. Jänner 1948 Mitglied des erweiterten Ausschusses und von 1946 bis 1948 Vorsitzender des slowenischen Kulturverbandes. 
Nachdem er in Konflikt mit der Führung der Befreiungsfront OF geraten war, gründete er 1949 den Rat der Kärntner Slowenen, in dem er von 1949 bis 1960 sowie von 1972 bis 1976 auch den Vorsitz innehatte. Zusammen mit Franci Zwitter versuchte er ein einheitliches Auftreten der Kärntner Slowenen in verschiedenen Fragen zu organisieren, zudem waren seine Initiativen im Bildungswesen wie die Schulverordnung 1945 und die Errichtung des Bundesgymnasiums für Slowenen 1957 von bleibender Bedeutung für die Kärntner Slowenen.
Nach Tischlers Tod 1979 wurde der Joško-Tischler-Preis/Tischlerjeva nagrada eingeführt, der alljährlich an seinem Todestag an verdiente Sloweninnen und Slowenen verliehen wird. Unter anderem erhielten den Preis Valentin Oman, Valentin Inzko, Bernarda Fink und Boris Pahor.

## Arbeiten
- Josef Tischler: Die Sprachenfrage in Kärnten vor 100 Jahren und heute. Auswahl deutscher Zeitdokumente und Zeitstimmen. Rat der Kärntner Slowenen, Klagenfurt 1957, OBV.